# Estación La Serena
La Estación La Serena es una exestación de ferrocarriles ubicada en la ciudad chilena de La Serena. Hasta 1975 formó parte de la Red Norte de Ferrocarriles del Estado, y actualmente está convertido en un centro cultural administrado por la Municipalidad de La Serena. En su interior alberga un mural de Gregorio de la Fuente, declarado Monumento Nacional en 1992.

## Historia
La estación fue inaugurada el 21 de abril de 1862, fecha en que inició sus servicios el ferrocarril entre Coquimbo y La Serena. La estación, ubicada al extremo poniente de la antigua calle de San Francisco —actual calle Eduardo de la Barra—, se caracterizó durante buena parte del siglo XIX por ser una estructura modesta: Manuel Concha describía en 1870 que la estación no presentaba comodidades para el pasajero y sus bodegas no presentaban mejores condiciones.
En 1923 el galpón del andén de la estación Pabellón fue desarmado para ser rearmado en La Serena debido a la necesidad de esta estación.
La construcción del edificio fue contratada en 1937; para 1938 se desarrollaron trabajos complementarios como el cierro, la pavimentación de patios y andenes, veredas, muebles, entre otras labores.
El edificio que actualmente alberga a la exestación La Serena fue construido en 1944, en el marco de las celebraciones del cuarto centenario de la fundación de la ciudad. Su estilo es neocolonial, el cual sería intensificado en las construcciones del centro de la ciudad durante la implementación del Plan Serena en los años siguientes.
La estación de La Serena servía como escala en los viajes del ferrocarril Longitudinal Norte de Ferrocarriles del Estado, así como también era el punto de inicio del ramal La Serena-Rivadavia, que realizaba transporte de pasajeros hacia el valle de Elqui. El último servicio regular de ferrocarriles de la Red Norte arribó a La Serena en junio de 1975 debido al cierre de dicho servicio ferroviario. Posterior a su cierre, la estación quedó abandonada durante varios años, hasta que en los años 90 pasó por diversas administraciones, siendo convertida en discoteca, hotel, restaurante, y sede de los estudios de Thema Televisión.
El terreno y edificio que albergaban a la estación de La Serena fueron adquiridos por la empresa Dersa (Del Río S.A., propietaria del Mall Puerta del Mar) a inicios de la década de 2000. En 2006 la Municipalidad de La Serena inició un trabajo en conjunto con Dersa para remodelar el edificio de la exestación, que incluía la restauración del mural "Historia de La Serena" realizado por el artista chileno Gregorio de la Fuente. El 24 de agosto del mismo año el edificio fue reinaugurado por parte de la Municipalidad, que lo destinó para albergar oficinas administrativas y una sala de exposiciones, con el fin de convertirlo en un centro cultural.

### MuralHistoria de La Serena

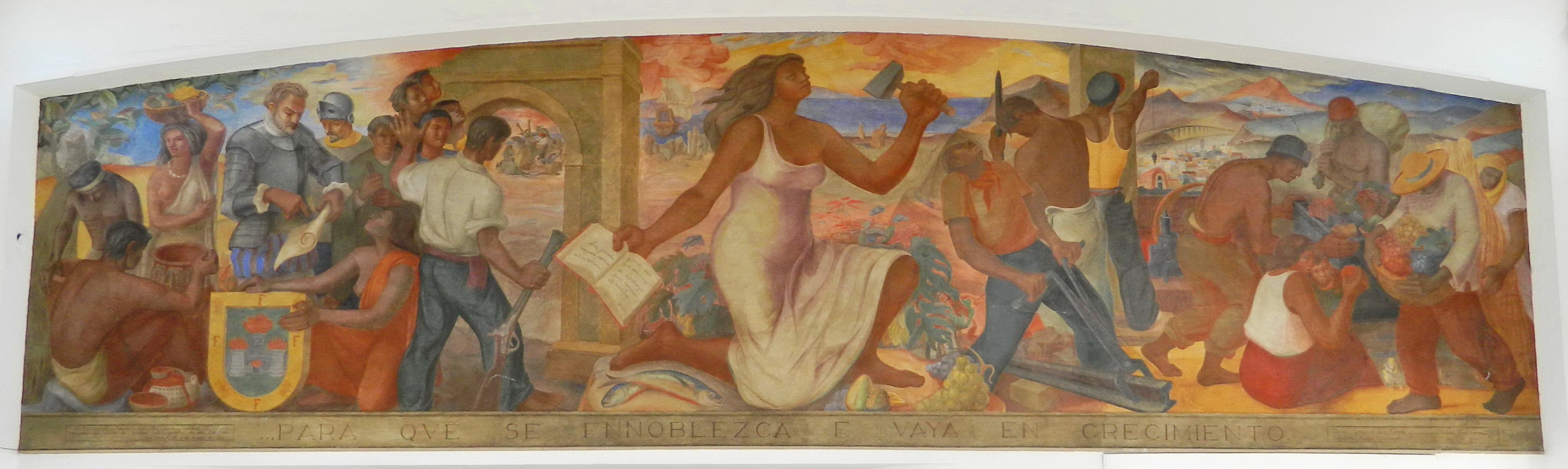
Mural Historia de La Serena.

En el vestíbulo de la exestación, específicamente en el sector donde se ubicaban las boleterías, se encuentra el mural "Historia de La Serena", pintado por el artista Gregorio de la Fuente, y entregado a la comunidad el 1 de agosto de 1953. Mide aproximadamente 6 metros de largo y 2 metros de alto. Mediante la técnica del fresco, el mural representa la historia de La Serena, desde su fundación en 1544 hasta finales de los años 40. Bajo el mural existe la inscripción "Para que se ennoblezca e vaya en crecimiento" (sic). 
El mural fue declarado Monumento Histórico el 25 de mayo de 1992. Sin embargo, debido al estado de abandono que sufrió la estación, el mural resultó deteriorado, por lo que al momento de la remodelación del edificio en 2006, se decidió realizar una restauración de la obra pictórica.